# Charlton Castle
Charlton Castle är ett slott i Storbritannien.   Det ligger i kommunen Telford and Wrekin och riksdelen England, i den södra delen av landet, 210 km nordväst om huvudstaden London. Charlton Castle ligger 78 meter över havet.
Terrängen runt Charlton Castle är huvudsakligen platt, men åt sydost är den kuperad.Runt Charlton Castle är det ganska tätbefolkat, med 192 invånare per kvadratkilometer. Närmaste större samhälle är Telford, 10,2 km öster om Charlton Castle. Trakten runt Charlton Castle består till största delen av jordbruksmark.